# José Alfredo Martínez de Hoz
José Alfredo Martínez de Hoz (h), (apodado Joe), (Buenos Aires, 13 de agosto de 1925 - Buenos Aires, 16 de marzo de 2013) fue un abogado, economista, político y profesor universitario argentino, que ejerció como ministro de Economía de la Nación entre 1976 y 1981, en la dictadura cívico-militar autodenominada «Proceso de Reorganización Nacional», presidida por Jorge Rafael Videla junto con la Junta Militar.
Previamente, fue ministro de Economía entre mayo y octubre de 1963, bajo el gobierno de facto de José M. Guido; secretario de Agricultura y Ganadería entre 1962 y 1963, también con Guido; y ministro de Economía de la provincia de Salta entre 1956 y 1957, en la dictadura autodenominada «Revolución Libertadora».
Estuvo profundamente relacionado con los organismos y centros financieros internacionales, tan así que a los pocos días del inicio de la gestión de Martínez de Hoz, el Fondo Monetario Internacional (FMI) aprobó con rapidez un crédito de 110 millones de dólares que permitió mejorar el nivel de reservas de divisas disponibles en el Banco Central de la República Argentina, pero endeudando pesadamente al país.
La política económica de su gestión es calificada por algunos autores como de índole gradualista, desarrollista o neoliberal; no habiendo un consenso claro. Sin embargo, en su propio libro el economista se declara gradualista,  por no poder haber aplicado políticas más liberales o de shock por la intensa guerrilla que se vivía y que ponía la paz social en peligro. Por otro lado, la consideración de una política más moderada y sin reformas profundas, coincide con Videla que también describió a su gestión económica como condicionada por la guerrilla.

## Trayectoria

### Años 1950 - 1960
Martínez de Hoz se inició en la función pública como ministro de Economía de la provincia de Salta entre 1956 y 1957 durante la Revolución Libertadora. Se desempeñaría luego como secretario de Agricultura y Ganadería y finalmente ministro del presidente José María Guido (1962-1963) y en los sectores bancario, financiero, industrial y agrario.

### Actividad ejecutiva
Dirigió la estancia Malal Hué, la aseguradora Buenos Aires Compañía de Seguros, y la Compañía Ítalo Argentina de Electricidad; presidió la petrolera Petrosur y la financiera Rosafin, y, habiendo trabado relación con los Rockefeller,
fue titular de la acería Acindar durante los años inmediatamente precedentes al golpe de Estado.
Sería luego convocado por Jorge Rafael Videla para ocupar el Ministerio de Economía.
Martínez de Hoz tenía estrechos lazos con la cúpula militar, que emplearía Acindar como campo de pruebas para las prácticas represivas ejercidas luego durante el Proceso. Según declaraciones del propio Martínez de Hoz ―en la investigación abierta, tras el regreso de la democracia, por la nacionalización de la Compañía Italo Argentina de Electricidad, de cuyo directorio era miembro cuando se pagó 300 millones de dólares―, en 1975 habría visitado a Videla ―a la sazón jefe del Estado Mayor―, junto con otros miembros del Consejo Argentino Empresario, para solicitarle que contribuyera a preservar el orden en las circunstancias que impedían «la libertad de trabajo, la producción y la productividad». En el curso de sucesivas entrevistas con los líderes del Ejército se diseñó un sistema de espionaje y vigilancia, coordinado con las fuerzas de seguridad y la inteligencia militar, orientado a identificar a los principales activistas sindicales.
En mayo de ese año hubo ocasión de ponerlos en práctica durante la represión de una masiva huelga de metalúrgicos en la planta de Acindar en Villa Constitución, dirigida por Alberto Piccinini, secretario local de la Unión Obrera Metalúrgica y opuesto a la línea blanda de Lorenzo Miguel; ante la huelga, que duró 59 días, Martínez de Hoz obtuvo del ministro de Interior, Alberto Rocamora, la declaración de la ilegalidad de la huelga y el envío de las fuerzas de seguridad. Numerosos huelguistas fueron secuestrados, sometidos a simulacros de fusilamiento, y otros asesinados.
Dentro de las instalaciones de la fábrica se montó el primer centro clandestino de detención, una antesala de los que se aplicarían luego durante el Operativo Independencia. Rodolfo Peregrino Fernández, entonces inspector de la Policía Federal Argentina, declararía ante la Comisión Argentina de Derechos Humanos que Acindar «pagaba a todo el personal policial ―jefes, suboficiales y tropa― un plus extra en dinero (...) [para convertirla en] una especie de fortaleza militar con cercos de alambre de púas». El reemplazo de Martínez de Hoz al frente de Acindar sería el general Alcides López Aufranc, que continuaría con la labor represiva.

### Ministro de Economía (1976–1981)
El 2 de abril de 1976, Martínez de Hoz presentó su «Programa de recuperación, saneamiento y expansión de la economía argentina». Anunció que había sido aprobado por la Junta Militar de Gobierno y que sus bases fundamentales eran las siguientes:

Lograr el saneamiento monetario y financiero indispensable como base para la modernización y expansión del aparato productivo del país, en todos sus sectores, lo que garantiza un crecimiento no inflacionario de la economía.
Acelerar la tasa de crecimiento económico.
Alcanzar una razonable distribución del ingreso, preservando el nivel de los salarios en la medida adecuada a la productividad de la economía.
José Alfredo Martínez de Hoz

Sin embargo, lejos de conseguir estos objetivos, liberalizó la economía con 8 puntos de su programa:
1.º, liberación de los precios;
2.º, liberación del mercado cambiario;
3.º, liberación de las importaciones;
4.º, quita de retenciones a las exportaciones;
5.º, liberación del precio de los alquileres;
6.º, eliminación de subsidios y planes sociales;
7.º, liberación de salarios, y
8.º, fuerte toma de deuda con el FMI.
Estas medidas no solo no fueron beneficiosas para la economía del país y su población, sino que además generaron una fuerte baja en la producción de la industria nacional y generaron más desigualdad, inflación y pobreza.
En esa oportunidad el ministro señaló que, en el corto plazo, el programa económico debía dominar lo que llamó «los tres incendios»: la inflación, la deuda externa y la recesión (o sea, la caída de los niveles de producción).
Las bases previstas por el equipo económico para la reactivación de la economía del país significaban una reinserción de Argentina en la nueva división del trabajo de la economía capitalista internacional según las ventajas comparativas que ofrecía su sector primario, agropecuario y minero. Como contrapartida, significaba también no profundizar la industrialización como núcleo dinámico de la economía. Martínez de Hoz y su equipo consideraban las inversiones extranjeras como un elemento esencial "para reducir el costo social del proceso de capitalización del país y acelerar su tasa de crecimiento", y esperaban que lo capitales extranjeros se radicaran en el sector agropecuario y en el sector petrolero y minero.
Durante su gestión el monto de la deuda externa neta se multiplicó por tres: en diciembre de 1979 era 8500 millones de dólares (14 por ciento del PIB) y para diciembre de 1981, 25.300 millones de dólares (42 por ciento del PIB). En apenas 15 meses la deuda externa pasó a representar de 10 al 50 por ciento de las exportaciones, 
Durante los cinco años del gobierno de Videla, la inflación se ubicó siempre por encima del 100%: 1976 (444%), 1977 (176%), 1978 (171,4%), 1979 (163%), 1980 (100,8%), un promedio del 211% anual, más alto que cualquier gobierno anterior.
A principios de 1977, el rebrote de la inflación ―después de algunos meses de significativa disminución de los índices― llevó al equipo económico a justificar la postergación de la anunciada y esperada reactivación de la economía, porque el control de la inflación, objetivo considerado requisito para el logro de los demás, estaba insumiendo más tiempo que el previsto. El fracaso del esquema antiinflacionario enfrentó al equipo económico con los límites que la realidad imponía a las medidas automáticas de estabilización ordenada a partir del libre juego de la oferta y demanda no resultaba suficiente para eliminar las presiones inflacionarias. Desde entonces, y en contradicción con los principios que proclamaban, fue cada vez mayor la intervención del Estado para estabilizar el mercado.[cita requerida] En marzo de 1977 estableció una tregua de precios por 120 días, durante la cual «los empresarios tenían que deponer sus pretensiones alcistas y absorber los ajustes salariales» que se autorizaron desde el 1° de ese mes. En el mismo lapso, el Estado postergó los incrementos en los precios de los combustibles. La medida fue muy criticada, incluso por miembros del equipo económico, y a partir del día 121 los precios aumentaron aceleradamente. El ministro, entonces, retomó la ortodoxia liberal y avanzó en la eliminación de los controles de precios, no solo de los bienes sino, también, del dinero.
Con el proclamado objetivo de atraer las inversiones extranjeras que debían reactivar la economía del país, el equipo económico se propuso crear un mercado de capitales que resultara atractivo a los inversores extranjeros. El 1° de junio de 1977, Martínez de Hoz anunció una reforma financiera con el propósito de ir hacia la liberalización del mercado financiero. La nueva ley autorizaba «un mercado libre del dinero», en el que las tasas de interés se definían a través de la oferta y la demanda; establecía la garantía de los depósitos a cargo del Banco Central y fomentaba los depósitos a interés. Además, creaba amplias facilidades para la instalación de nuevas entidades bancarias y financieras. En particular, otorgaban una serie de privilegios, por dos años, a las entidades del interior del país para que pudieran enfrentar la competencia de los grandes bancos de la Capital Federal y las sucursales de los bancos extranjeros.
Hasta fines de 1977, la actividad económica fue impulsada por la expansión del sector agrícola, que dinamizó las producciones industriales estrechamente vinculadas, como tractores, maquinaria agrícola, fertilizantes, etc. Sin embargo, el equipo económico entendió que esta expansión por sí sola y dadas sus características resultaba insuficiente para asegurar el crecimiento económico auto sostenido del país. La participación de los trabajadores en la renta pasó del 35 por ciento al 30 del PBI.
Después de la liberalización del sistema financiero, durante la segunda mitad de 1978, el equipo económico buscó crear las condiciones para que las tasas de interés subieran. A través de un conjunto de medidas, el Estado redujo la cantidad de moneda circulante y, al mismo tiempo, las empresas públicas comenzaron a pedir créditos al sistema bancario y financiero. El aumento de la demanda de dinero originó el incremento de las tasas de interés que se aceleró rápidamente. Una vez impulsada la tendencia, el Banco Central comenzó a disminuir su regulación sobre el sector. El aumento del precio del dinero tuvo un efecto recesivo casi instantáneo. Las empresas que habían tomado créditos se encontraron con costos crecientes y reaccionaron liquidando sus stocks de mercaderías y, en muchos casos también, sus bienes de capital e instalaciones. Esta situación impulsó la caída de la actividad industrial. Durante todo 1978, el equipo económico continuó tomando medidas que buscaban profundizar la liberalización del mercado financiero: redujo el plazo mínimo autorizando a las entidades financieras para tomar depósitos indexados (de 6 meses a 1 mes y luego de 30 días a 7 días) y permitió la entrada y salida de capitales extranjeros en un plazo mínimo de 24 horas. Desde mediados de 1978 el Estado reguló la cantidad de moneda circulante a través de la Cuenta de Regulación Monetaria que establecía el encaje mínimo, es decir, el porcentaje de fondos que los bancos y las entidades financieras debían tener en reserva para hacer frente a sus obligaciones.

#### La Tablita
El nuevo programa estaba basado en el supuesto de que una parte importante de aumento de los precios se debía a «factores psicológicos». Para contrarrestarlos, propuso la información anticipada de porcentaje de devaluación y lo hizo fijando la variación de la pauta cambiaria, es decir, cuál sería la relación entre el peso y el dólar para cada día de los siguientes ocho meses, de enero a agosto de 1979. Esta vez, en lugar de establecerse como precio del dólar una suma fija, a lo largo de esos ocho meses cada dólar iba a costar una cantidad creciente de pesos. De este modo, quedó establecido en un instrumento, que se conoció como La Tablita, cuál iba a ser, en ese lapso, el porcentaje de la devaluación de la moneda argentina. Sin embargo, en ese período la inflación aumentó mucho más que la devaluación programada, de modo que el peso siguió sobrevaluado y el retraso de la paridad cambiaria afectó al sector exportador.

#### Estatización de la Compañía Ítalo Argentina de Electricidad (CIAE)
El 24 de marzo de 1980, mediante el decreto 2396/80, el Estado argentino estatizó a la Compañía Ítalo Argentina de Electricidad (CIAE) por la suma de 394.5 millones de dólares estadounidenses.
La operación se realizó en francos suizos y contó con la oposición de Juan Carlos Casariego del Bel, director de Registros de Inversiones Extranjeras del Ministerio de Economía, quien luego resultaría «desaparecido» (asesinado).

#### Visita a Londres y propuesta para la cuestión Malvinas en 1979
En junio de 1979, José Alfredo Martínez de Hoz visitó Londres y se reunió allí con los más importantes funcionarios del gobierno británico. Desde Margaret Thatcher, Lord Carrington al secretario del Foreign Office y el subsecretario Nicholas Ridley. Martínez de Hoz solía decir, en comentarios íntimos, que una forma de solucionar el largo diferendo por Malvinas era realizar "tareas mancomunadas con los británicos". Nicholas Ridley entendía que no era posible explorar los recursos de las Islas Malvinas a raíz de la fuerte disputa con Argentina y sostuvo que prefería la mitad de algo, antes que nada. En la reunión entre Ridley y Martínez de Hoz hubo una suerte de pingpong entre los dos, sobre diferentes alternativas. El "lease back" fue la más analizada. Durante ese mismo viaje, Martínez de Hoz fue interrogado por Thatcher, con quien lo unía una vieja amistad, respecto de la experiencia de gestión Argentina e incluso solicitó algún consejo.

#### Crisis financiera de 1980 y renuncia
En 1978, el plan del ministro Martínez de Hoz dio indicios de ser un fracaso total: la inflación anual llegó al 160%, y el PBI descendió durante ese año cerca de un 3.2 %. En 1979 la tasa de inflación llegó a 139.7, con una economía estancada. Además se generó una fuga del 25 % de los depósitos bancarios, los cuatro bancos más importantes del sistema fueron liquidados. Durante su gestión la deuda externa creció de 7800 millones de dólares a más de 40 000 millones de dólares, es decir, que en siete años se multiplicó cinco veces.
Durante 1980 las exportaciones cayeron un 20 % respecto del año anterior, las importaciones subieron un 30 %. En ese contexto se produjo el “crack bancario” de 1980, que puso fin a la etapa de la denominada “plata dulce”. La quiebra del Banco de Intercambio Regional junto con el cierre de otras 37 entidades financieras, que a su vez repercutió en sectores industriales, originando una fuerte corrida bancaria y fuga de divisas.
Para 1980 la producción industrial había reducido un 10 % su aporte al PBI, y en algunas ramas como la textil, la caída superó el 15 %.
Desde fines de 1979 se venía agudizando el enfrentamiento entre los miembros de equipo económico y los directivos de algunos de los bancos que más habían crecido. Los primeros sospechaban que algunos de los nuevos bancos no estaban operando según las normas y las regulaciones vigentes. En marzo de 1980, el gobierno decidió cerrar el mayor de los bancos locales ―el Banco de Intercambio Regional (BIR)― hecho que provocó una crisis financiera de profundos alcances.
A los pocos días, dispuso el cierre de otros grandes bancos ―como el Banco de Los Andes, el Banco Oddone y el Banco Internacional― y algunos menores durante los meses de abril y mayo, política de liquidación que continuó durante todo el año. Estas medidas provocaron un pánico generalizado entre los inversores y una ola de demanda especulativa de divisas. Frente al retiro de los depósitos de los bancos y de las entidades financieras y la salida del país de cuantiosas sumas, el equipo económico decidió restablecer la garantía oficial de la totalidad de los depósitos. Durante todo 1980, utilizó una gran parte de las reservas en devolver los depósitos garantizados a los clientes de las entidades quebradas o intervenidas y también adelantó fondos a las que entraban en crisis por los temores del público que retiraba sus ahorros. La creciente demanda de divisas y la fuga de capitales al exterior continuaron durante 1980 y se profundizaron a partir de febrero de 1981, cuando el equipo económico, finalmente, anunció una nueva devaluación.
En este contexto de fuerte crisis económica y de reacciones críticas y opositoras por parte de numerosos sectores de la sociedad civil, en marzo de 1981 Jorge Rafael Videla fue reemplazado por el general Roberto Viola como presidente y Martínez de Hoz dejó el ministerio de Economía con una deuda externa que ascendió a 40 000 millones de dólares y fue reemplazado por Lorenzo Sigaut.
Hacia el fin del Proceso, el 4 de abril de 1982, Alejandro Olmos presentó una querella contra José Alfredo Martínez de Hoz y otros funcionarios del gobierno cívico - militar por la toma de deuda externa. Llevaría adelante la causa durante 18 años, fundando el Foro Argentino de la Deuda Externa para promoverla.
A su iniciativa se debió, durante la presidencia de Raúl Alfonsín, la creación de una Comisión de Ilícitos en el Senado; fue asesor de ésta y de la comisión senatorial de economía hasta 1989. En el ínterin, integró la delegación argentina ante la Organización Internacional del Trabajo en Ginebra entre 1986 y 1987. En 1990 publicó en forma de libro su alegato con el título Todo lo que usted quiso saber sobre la deuda externa y siempre se lo ocultaron.
El juez federal en lo criminal Jorge Ballesteros dio por terminada en forma definitiva la causa penal el 13 de julio de 2000, dándose por probados más de 470 ilícitos. Entre los hechos probados se encuentra la toma de deuda por parte de empresas públicas, como YPF, que luego eran destinadas por el gobierno para otros fines. También la estatización ilegítima de la deuda privada que se realizó en 1982. A pesar de reconocer la comisión de delitos, Ballesteros declaró que estaban prescriptos, por lo que ninguno de los implicados enfrentó pena alguna. Si bien este fallo calificó con carácter de sentencia firme a la deuda externa como "ilegítima y fraudulenta", no se tomó medida alguna para remediar la situación (en contra de lo previsto por el Código Procesal) y tan solo se dispuso enviar copia de su sentencia al Poder Legislativo para que se encargase del tema.

### Después de 1981

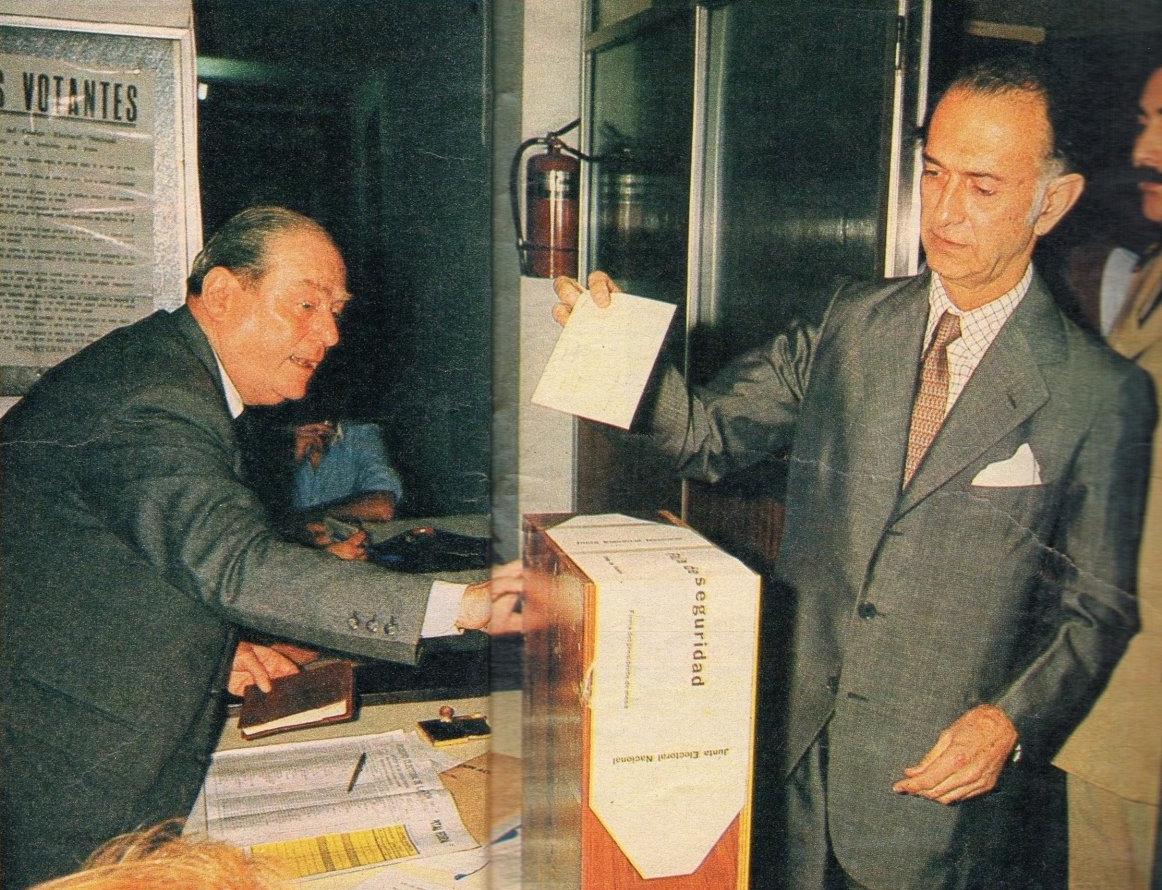
Martínez de Hoz votando en las elecciones presidenciales de 1983, que marcaron la restauración de la democracia en Argentina tras el final del Proceso.

Durante la etapa posterior al fin del Proceso, debió cerrar su estudio privado por las protestas en su contra.
Siguió desempeñándose en finanzas, como miembro fundador del Consejo Argentino Empresario, que nuclea a algunos de los grupos empresariales más destacados del país, en Química Estrella (hoy parte del Grupo Estrella), el grupo Rohm de finanzas y el Banco General de Negocios. En 2003 debió declarar como imputado por posibles maniobras fraudulentas en este último.
Tras la instauración a fines del año 2001 del llamado "corralito", dispuesto por decreto del entonces Ministro de Economía Domingo Cavallo y que a su vez significó la caída del gobierno del entonces presidente Fernando De la Rúa, Martínez de Hoz fue noticia en el año 2002 por haber retirado de sus cuentas una suma cercana a los 8 millones de dólares, los cuales fueron girados al exterior. Por tal maniobra, fue citado a declarar junto a otras personalidades que también efectuaron tales extracciones, por la jueza federal María Servini de Cubría, siendo acusado por el delito de defraudación al Estado.

### Procesos penales
En 1984 fue acusado del secuestro de los empresarios Federico Gutheim y su hijo Miguel Ernesto y llegó a cumplir 77 días de arresto por este delito, pero finalmente fue sobreseído. La Cámara Federal Penal, durante el gobierno democrático de Raul Alfonsín, resolvió que Martínez de Hoz era ajeno a los hechos que se investigaban y revocó su prisión preventiva, en 1988. El decreto que disponía la detención de los Gutheim estaba firmado por el presidente Videla, no por Martínez de Hoz. En 1989 fue indultado mediante el decreto 2745/1990 del presidente Carlos Saúl Menem, quedando cerrada la causa. En septiembre del 2006 su indulto fue declarado nulo por la Cámara Federal en abril de 2008, al considerar el secuestro parte de los delitos de lesa humanidad perpetrados como parte del terrorismo de Estado del gobierno de facto.
En la misma causa están acusados Videla y el ex ministro del Interior, Albano Harguindeguy.
En los años 2000 se le quitó su jubilación de privilegio de 3780 pesos (1410 dólares) mensuales
debido a su colaboración con la dictadura militar argentina (1976-1983).
El 4 de mayo de 2010 se dictó la prisión preventiva de Martínez de Hoz por su presunta vinculación con el secuestro de los Empresarios desaparecidos en la dictadura Argentina como Gutheim.
En relación con la llamada Causa Gutheim
hubo prisión preventiva para Martínez de Hoz cuando 
la Corte Suprema resolvió declarar improcedente el recurso extraordinario deducido por su defensa, en la causa en la que se le procesó por el secuestro extorsivo de los Guthein. 
Por el secuestro extorsivo de los empresarios textiles Federico y Miguel Gutheim, que ocurrió en noviembre de 1976 y declarado delito de lesa humanidad, el exministro de Economía de la Dictadura sufrió prisión preventiva.
La decisión de los ministros Lorenzetti, Highton de Nolasco, Petracchi, Maqueda y Zaffaroni, había considerado que la presentación realizada por la defensa de Martínez de Hoz resultaba inadmisible.
En el marco de esa misma causa, Jorge Rafael Videla y Albano Harguindeguy también fueron condenados. Los tres habían resultado beneficiados con el indulto 2741 firmado en 1990 por el entonces presidente Carlos Menem, y anulados más tarde por la Justicia federal en junio de 2006.
Los tres fueron acusados por el secuestro extorsivo de los dos empresarios en 1976 para favorecer un acuerdo económico con Taiwán que reclamaba el exministro de Economía.
Federico Gutheim y su hijo, Miguel Ernesto fueron arrestados entonces, ilegalmente, por las fuerzas del Ejército y puestos a disposición del Poder Ejecutivo el 5 de noviembre de 1976, por orden de un decreto, el 2.840, firmado por Videla, y sus ministros José Martínez de Hoz y Albano Harguindeguy. 
En el decreto se justificaba que la decisión del arresto buscaba "consolidar la paz interior, asegurar la tranquilidad y el orden públicos y preservar los permanentes intereses de la República". La detención buscó forzar a la algodonera Sadeco SA a que cumpliera con unos contratos en Hong Kong para que el Ministerio de Economía pudiera hacer negocios en esos mercados. 
Al momento de su muerte José Alfredo Martínez de Hoz estaba cumpliendo prisión en su domicilio.

### Fallecimiento
José Alfredo Martínez de Hoz falleció en prisión domiciliaria en Buenos Aires, el 16 de marzo de 2013 a los 87 años de edad.

## Obras
- Martínez de Hoz, José Alfredo (1961). Enfiteusis y arrendamiento vitalicio en la Argentina y Nueva Zelandia. Buenos Aires: Abeledo-Perrot.
- Martínez de Hoz, José Alfredo (1981). Bases para una Economía Moderna (1976-80). Buenos Aires: Edición del autor.
- Martínez de Hoz, José Alfredo (1991). Quince Años Después. Buenos Aires: Emece. ISBN 950-04-1168-7.